# Черненко Олександра Петрівна
Черненко Олександра Петрівна, за першим чоловіком Єндик, за другим — Лисяк-Рудницька (2 вересня 1923, м. Пйотркув-Трибунальський, Польща — 24 червня 2014, м. Едмонтон, Канада) — українська поетеса, літературознавець, член міжнародного ПЕН-клубу, Об'єднання українських письменників «Слово» та Канадської асоціації славістів.

## Біографія

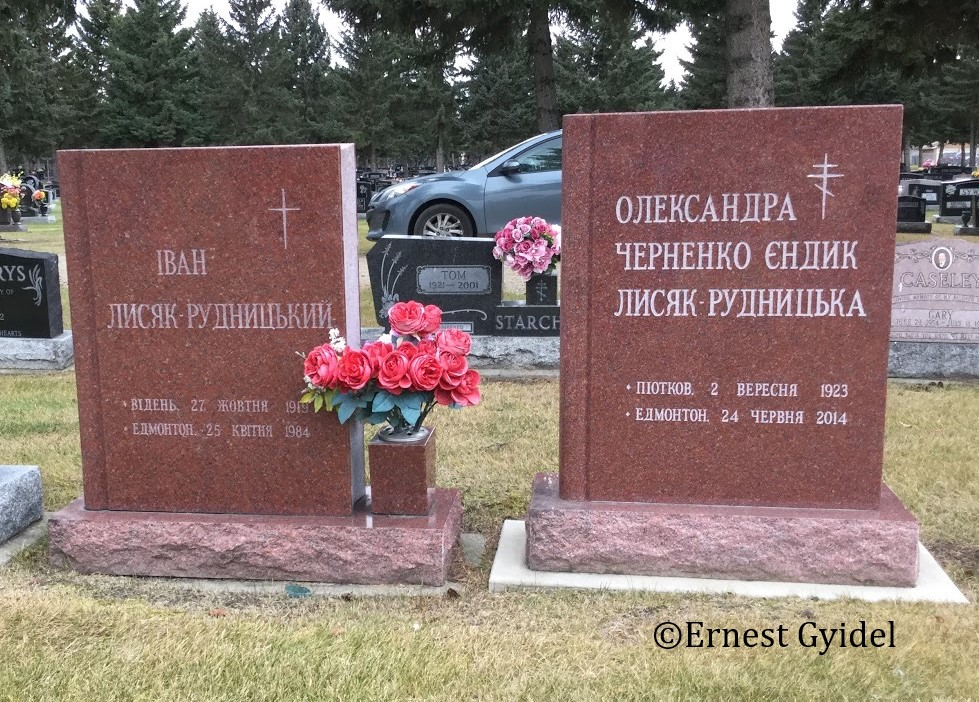
Могила Олександри Черненко

Народилася 1923 року у польському місті Пйотркуві в родині колишнього полковника армії УНР Петра Черненка. 1942 року закінчила гімназію в Коломиї, потім навчалася на медичному факультеті Львівського університету, в Гданській медичній академії та в університеті Карла Франца у австрійському Граці.
У Канаду емігрувала у 1948 року, де навчалася на природничому та гуманітарному факультетах Альбертського університету в Едмонтоні. Ступінь доктора філософії та літературознавства отримала в Українському Вільному Університеті у Мюнхені.
Писати почала ще під час навчання у Коломийській гімназії. Друкувалась у Канаді, США та Україні.

## Творчість
- 1960 — поема «Людина»;
- 1977 — монографія «Михайло Коцюбинський — імпресіоніст»;
- 1984 — монографія «Експресіонізм у творчості Василя Стефаника»;
- 1992 — поетична збірка «В дорозі до другого берега»;
- 1993 — поетична збірка «Паломник»;

Також є автором численних публікацій у періодиці.